# Historisch Documentatiecentrum voor het Nederlands Protestantisme (1800-heden)

Deel van het beeldmerk van het Historisch Documentatiecentrum voor het Nederlands Protestantisme (1800-heden)

Het Historisch Documentatiecentrum voor het Nederlands Protestantisme (1800-heden) (HDC) is een Nederlandse archief-instelling aan de Vrije Universiteit te Amsterdam op het gebied van protestantse organisaties en personen. 

## Geschiedenis
Het Historisch Documentatiecentrum werd in 1971 opgericht door de historicus George Puchinger, tussen 1971 en 1986 de eerste directeur. In 1986 werd Jan de Bruijn directeur, onder wiens leiding het HDC verder werd uitgebouwd. Onder De Bruijns opvolger als directeur George Harinck groeide het centrum verder uit tot archief- en onderzoekscentrum van het Nederlandse protestantisme. Het Historisch Documentatiecentrum fungeerde aanvankelijk als zelfstandig centrum, maar werd later onderdeel van de universiteitsbibliotheek van de Vrije Universiteit. Op 1 juli 2020 fuseerde het HDC met het Amsterdam Centre for Religious History tot HDC Centre for Religious History. Directeur van het centrum werd Bart Wallet, die op 1 september 2021 werd opgevolgd door Fred van Lieburg.

## Collectie
Het centrum beheert onder meer de archieven van de Dr. Abraham Kuyper Stichting, waaronder de archieven van Hendrik Colijn, Theo Heemskerk, Alexander Willem Frederik Idenburg, Abraham Kuyper) en de Anti-Revolutionaire Partij. Het archief van de Vrije Universiteit wordt ook beheerd door het HDC en is toegankelijk voor onderzoek.

## Taken
- Beheer en ontsluiting van de aanwezige archieven
- Bekendmaking van de archieven door middel van wetenschappelijke publicaties en congressen
- Particulieren en overheidsinstellingen informatie verschaffen